# Фріда Ерн
Фріда Ерн (24 лютого 1979, виросла в Сульні, Швеція) — шведська співачка та авторка пісень. Вокалістка Інді-поп гурту Oh Laura. Зі світовим хітом «Release Me» у 2007 році очолювала хіт-паради у Швеції, Англії, Польщі, Австралії, Ірландії після того, як пісня була використана у телерекламі для Saab Automobile.
Також була учасницею тріо « Cookies 'N' Beans», виступала в шведському Melodifestivalen (кваліфікація пісенного конкурсу Євробачення) в 2009 році з «Що якщо» і в 2013 році з «Палаючими прапорами». Вона співпрацювала з шведськими музикантами, виступала переважно шведською мовою, зокрема альбом Den lyckliges väg, який отримав схвальні відгуки. З Бо Сундстрем. У 2016 році започаткувала власний лейбл Eaglebrain та випустила свою першу роботу «Соло».